# 96263 Lorettacavicchi
96263 Lorettacavicchi è un asteroide della fascia principale. Scoperto nel 1995, presenta un'orbita caratterizzata da un semiasse maggiore pari a 2,6293970 au e da un'eccentricità di 0,1769641, inclinata di 12,38015° rispetto all'eclittica.